# Kazimierz Poznański
Kazimierz Józef Poznański (ur. 4 marca 1962 w Libiążu) – polski polityk, poseł na Sejm III kadencji.

## Życiorys
W 1986 ukończył studia na Wydziale Biologii i Nauk o Ziemi Uniwersytetu Jagiellońskiego. W latach 90. sprawował urząd burmistrza Libiąża. Od 1994 do 1997 zasiadał w Sejmiku Samorządowym Województwa Katowickiego. W 1991 został członkiem zarządu głównego Partii Chrześcijańskich Demokratów.
W 1997 został wybrany do Sejmu z listy Akcji Wyborczej Solidarność w okręgu sosnowieckim. Zasiadał w Komisji Samorządu Terytorialnego i Polityki Regionalnej, Komisji Integracji Europejskiej oraz Komisji Małych i Średnich Przedsiębiorstw.
Działał się później w Porozumieniu Polskich Chrześcijańskich Demokratów, zasiadał w zarządzie głównym partii. W 2014 kandydował z ramienia lokalnego komitetu do rady Libiąża (przegrał 14 głosami).